# Two Eleven
Two Eleven bzw. 2/11 ist das sechste Studioalbum der US-amerikanischen Sängerin Brandy. Das Album erschien am 19. Oktober 2012.

## Hintergrund
Zunächst deuteten erste Berichte im Jahre 2009 darauf hin, dass Brandy den Longplayer mit The-Dream, Pharrell Williams, Ne-Yo, StarGate, Tricky Stewart  produzieren würde. Zu dieser Zeit war sie noch bei Epic unter Vertrag und schloss zusätzlich einen Management-Deal mit Jay-Z's Roc Nation ab. Eine dieser Kollaborationen war der Song "Louboutins", welchen später Jennifer Lopez als Single veröffentlichte, nachdem Brandy sich von der Plattenfirma Epic und kurz darauf auch von Roc Nation getrennt hatte. Nach der Trennung von Epic begann sie an neuen Songs mit den Produzenten Sean & Kadis zu arbeiten.
Im Winter 2009 steuerte Brandy einen Hip-Hop-lastigeren Sound, mit Rap-Einlagen ihres Alter Egos Bran'Nu und Beats von Produzent und Rapper Timbaland an. Zu dieser Zeit war sie unter Vertrag bei Knockout Entertainment und platzierte zwei ihrer Rapsongs auf Timbalands Shock Value II. Timbaland war von ihren Fähigkeiten als Rapperin beeindruckt, nachdem sie ein von ihr auf YouTube hochgeladenes Rapvideo gesehen hatte. Dies führte zur gemeinsamen Arbeit an Songs für ihr sechstes Album unter dem Label Mosley Music Group. Letzten Endes jedoch, wie sie in diversen Talkshows erzählte, fühlte sich die Sängerin dazu überredet, als MC zu fungieren, und bereute dies im Nachhinein. Außerdem – inspiriert durch den Erfolg ihrer Kollegin Monica – soll das Album vom „wahren R&B“ der 1990er beeinflusst werden und Songs „aus Herz und Seele“ und „mit Gänsehautfeeling“ beinhalten. So verriet sie der Zeitschrift Rolling-Stone:

“I'm reinventing myself and I feel fearless, (...) I haven't done R&B in a very long time. This album is rooted in R&B. The sound is different, it's about love. It's mature, it's gritty, it's edgy.”

„Ich erfinde mich neu und fühle mich furchtlos, (...) Ich habe schon sehr lange keine R&B-Musik mehr gemacht aber dieses Album hat seine Wurzeln im R&B. Der Sound ist anders, es geht um Liebe. Er ist reif, er ist düster, er hat Ecken und Kanten.“

## Titelliste
| Nr. | Titel                      | Songwriter                                                                | Produzenten                                        | Features    | Dauer |
| --- | -------------------------- | ------------------------------------------------------------------------- | -------------------------------------------------- | ----------- | ----- |
| 1   | Into                       |                                                                           |                                                    |             | 0:57  |
| 2   | Wildest Dreams             | Sean Garrett, Justin Henderson, Christoper Whitacre                       | The Bizness, Garrett                               |             | 4:25  |
| 3   | So Sick                    | Garrett, Shondrae Crawford                                                | Bangladesh, Garrett                                |             | 4:31  |
| 4   | Slower                     | Chris Brown, Brandy Norwood, Breyon Prescott, Amber Streeter, Dave Taylor | Switch                                             |             | 2:57  |
| 5   | No Such Thing as too Late  | Richard Butler, James Scheffer, Daniel Morris                             | Jim Jonsin, Mr. Morris, Rico Love                  |             | 4:01  |
| 6   | Let Me Go                  | Crawford, Garrett, Li Lykke Zachrisson, Björn Yttling                     | Bangladesh, Garrett                                |             | 3:17  |
| 7   | Without You                | Eric Bellinger, Courtney Harrell, Norwood, Prescott, Harmony Samuels      | Harmony Samuels                                    |             | 4:12  |
| 8   | Put It Down                | Dwayne "Dem Jointz" Abernathy, Brown, Crawford, Garrett                   | Bangladesh, Sean Garrett, Dem Jointz (Koproduzent) | Chris Brown | 4:06  |
| 9   | Hardly Breathing           | Butler, Pierre Medor                                                      | Rico Love, Medor                                   |             | 3:55  |
| 10  | Do You Know What You Have? | Garrett, Norwood, Prescott, Pierre Slaughter, Mike L. Williams            | Mike L. Williams, P-Nasty (Koproduzent)            |             | 3:28  |
| 11  | Scared of Beautiful        | Frank Ocean, Warryn Campbell, Prescott                                    | Warryn Campbell, Prescott (Koproduzent)            |             | 3:46  |
| 12  | Wish Your Love Away        | Brandon Ramon Johnson, Tiyon "TC" Mack, Ryuichi Sakamoto, Mario Winans    | Mario Winans, Brandon Ramon Johnson (Koproduzent)  |             | 3:19  |
| 13  | Paint This House           | Butler, Eric Goody II, Earl Hood, Medor                                   | Rico Love, Earl, E., Pierre Medor                  |             | 3:59  |
| 14  | Outro                      |                                                                           |                                                    |             | 0:57  |

### Deluxe Edition
| Nr. | Titel                | Songwriter              | Produzenten         | Features | Dauer |
| --- | -------------------- | ----------------------- | ------------------- | -------- | ----- |
| 14  | Can You Hear Me Now? | Butler, Nathaniel Hills | Danja, Rico Love    |          | 5:00  |
| 15  | Music                | Mike Flowers, Prescott  | Mike City           |          | 4:19  |
| 16  | What You Need        | Crawford, Garrett       | Bangladesh, Garrett |          | 3:08  |
| 17  | Outro                |                         |                     |          | 0:57  |